# Se quiere, se mata
"Se Quiere, Se Mata" é o sexto single lançado do terceiro álbum de estúdio da artista musical colombiana Shakira, Pies Descalzos (1995). Escrito e composto por ela mesma, "Se Quiere, Se Mata" foi um Hit Top dez no México e no Billboard Hot Latin Tracks nos Estados Unidos. A música retrata a história de um jovem casal, Braulio e Dana e sua escolha de realizarem um aborto. Retratados como um jovem casal inocente bem vistos por suas famílias, os dois se entregam aos seus desejos sexuais e Dana fica grávida. No entanto, ao invés de admitir isso às suas famílias e amigos, eles optam por realizar um aborto. O aborto mal realizado, resulta na morte de Dana.
O título da música vem da parte da letra "... esta podrida ciudad onde lo que no se quiere se mata". (... esta cidade podre, onde o que não é desejado é morto), onde Shakira lamenta a pressão societária moralista que leva as pessoas a tomar medidas drásticas para manter as aparências. Note-se que a palavra espanhola "quiere" pode significar "quer" ou "ama" e a música parece usar ambos os significados.

## Antecedentes
Em 1990, Shakira, de treze anos, assinou um contrato de gravação com a Sony Music e lançou seu primeiro álbum de estúdio Magia em 1991, que consistiu em grande parte em faixas que havia escrito desde os oito anos de idade. Comercialmente, o projeto fracassou, vendendo um incrível 1.200 exemplares na terra natal, na Colômbia. Seu segundo disco Peligro, foi lançado em 1993 e sofreu um fracasso semelhante. Conseqüentemente, Shakira tirou um hiato de dois anos, permitindo que ela completar sua educação secundária.
Tentando recomeçar sua carreira, Shakira lançou seu primeiro álbum de estúdio por uma grande gravadora Pies descalzos em 1995, pela Sony Music e Columbia Records. Assumindo uma posição proeminente em sua produção, ela co-escreveu e co-produziu cada uma das onze faixas incluídas no disco.

## Videoclipe
O videoclipe foi dirigido por Juan Carlos Martin e alcançou o número um no Telehit Top 25. O atual líder da banda mexicana Zoé León Larregui aparece neste vídeo, como Braulio. O clipe mostra Shakira contando a história de Braulio e Dana; À medida que a música continua, há cenas dela em um quarto pequeno, com um vestido preto e outras onde ela usa um vestido vermelho, em uma sala verde coberta de papéis, provavelmente referenciando as regras sociais. No vídeo, ele mostra de forma censurada, como Braulio e Dana se entregam aos seus desejos sexuais e também uma curta cena de "um Médico" em que Dana procurar para abortar seu bebê, resultando em sua própria morte, como as partes da letra da música que diz que "tu vecino está en casa dándose un buen duchazo, y tu dos metros bajo tierra viendo crecer gusanos" (seu vizinho está em casa, tomando um bom banho e você está a dois metros, observando os vermes crescer).

## Desempenho nas tabelas musicais

### Paradas semanais
| Chart (1997)                                 | Maior posição |
| -------------------------------------------- | ------------- |
| Estados Unidos (Billboard Hot Latin Songs)   | 8             |
| Estados Unidos (Billboard Latin Pop Airplay) | 1             |